# Francisco Chíguil Figueroa
Francisco Chíguil Figueroa (San Andrés Tuxtla, Veracruz; 4 de octubre de 1961) es un economista, ingeniero químico y político mexicano, miembro del partido Morena. Desde el 1 de octubre de 2024 se desempeña como senador de la República, sustituyendo a Omar García Harfuch quien tomó licencia para ocupar la titularidad de la Secretaría de Seguridad y Protección Ciudadana bajo la presidencia de Claudia Sheinbaum.
Se ha desempeñado comodiputado local y de 2006 al 25 de junio de 2008, Jefe Delegacional en Gustavo A. Madero. Primer  Alcalde para el periodo 2018-2021, reelecto para el periodo 2021-2024 en la Alcaldía Gustavo A. Madero y presidente de Morena en la Ciudad de México desde 2021.  Dejando el cargo de alcalde el 29 de marzo de 2024, para coordinar la campaña de Clara Brugada para la jefatura de gobierno de la Ciudad de México.

## Formación Académica
Francisco Chíguil es ingeniero químico egresado del Instituto Politécnico Nacional. Es licenciado y maestro en Economía por la Universidad Autónoma Metropolitana.  Volvió a ser elegido para la Alcaldía de Gustavo A. Madero por Morena para el periodo 2021-2024.
En el 2015 Recibió el grado de Doctor en Ciencias Económicas por el Instituto Politécnico Nacional (IPN), años atrás, combinó los estudios de Maestría en Economía con las actividades de apoyo a Investigadores de la Universidad Autónoma Metropolitana; dónde previamente se tituló como Licenciado en Economía.
De esta forma, ha alternado la cátedra con la investigación durante 26 años, siendo profesor Investigador en el Departamento de Economía y la División de Ciencias Sociales y Humanidades de la UAM. Lo anterior lo ha llevado a recibir el reconocimiento de “Profesor con Perfil Deseable” dentro del Programa para el Desarrollo Profesional Docente para el Tipo Superior de la Secretaria de Educación Pública (SEP).

## Actividad Política
Inició su actividad política en 1997 al ser electo diputado a la Asamblea Legislativa del Distrito Federal, permaneció en ese cargo hasta 2000 cuando a su vez fue nombrado Director Ejecutivo de Desarrollo Económico de la Delegación Gustavo A. Madero por el primer jefe delegacional, Joel Ortega Cuevas.
De 2003 a 2006 fue nuevamente electo diputado a la Asamblea Legislativa del Distrito Federal en la que fue secretario de la Comisión de Gobierno y presidente de la Comisión de Presupuesto y Cuenta Pública. En 2006 fue elegido Jefe Delegacional de Gustavo A. Madero para el periodo de 2006-2008.

## Tragedia de la discoteca New's Divine
Para no entorpecer las investigaciones el 25 de junio de 2008 pidió licencia como Jefe Delegacional de Gustavo A. Madero como consecuencia del operativo ordenado por la Secretaría de Seguridad Pública el cual ocasionó lo que se conoce como: Tragedia de la discoteca New's Divine, la cual provocó la muerte de 12 personas en un centro nocturno ubicado en Gustavo A. Madero y que no cumplía con los requisitos mínimos de seguridad, licencia que fue aceptada en consecuencia por el Jefe de Gobierno del Distrito Federal, Marcelo Ebrard.